# Ismelys Velásquez
Ismelys Milagros Del Valle Velásquez Lugo (La Guaira, Venezuela, 26 de agosto de 1999) es una modelo y reina de belleza venezolana ganadora del Reinado Internacional del Café 2022, Miss Mesoamérica International 2021 y quien representó a Venezuela en el Miss Supranacional 2022, ubicándose como cuarta finalista de la competencia.

## Vida y carrera
Velásquez nació en La Guaira, Venezuela, el 26 de agosto de 1999. Es estudiante de Estudios Internacionales en la Universidad Central de Venezuela en Caracas.

## Concursos de belleza

### Miss Venezuela 2020
Ismelys participó en el certamen de belleza Miss Venezuela 2020 que se realizó en Caracas, Venezuela, en donde representó al estado La Guaira, clasificándose entre las diez (10) semifinalistas del concurso; anteriormente había sido Reina Nacional Del Cacao.

### Miss Mesoamérica International 2021
Ismelys Velásquez participó en el certamen de belleza Miss Mesoamérica 2021 que se realizó en San Salvador, El Salvador, en donde quedó coronada oficialmente como Miss Mesoamérica 2021, convirtiéndose así en la tercera venezolana en ganar dicho certamen.

### Reinado Internacional del Café 2022
Ismelys Velásquez representó a Venezuela en el Reinado Internacional del Café 2022 en Manizales, Colombia, donde quedó coronada oficialmente como Reina Internacional del Café 2022, convirtiéndose así en la quinta venezolana en ganar dicho certamen.

### Miss Supranacional 2022
Velásquez representó a Venezuela en el certamen Miss Supranacional 2022, que se llevó a cabo en Polonia, resultando cuarta finalista.

## Cronología
| Predecesor: Iris Guerra       | Reina Internacional del Café 2022   | Sucesor: Isabella Bermúdez |
| Predecesor: Samantha Herrera  | Miss Mesoamérica International 2021 | Sucesor: Lisel Recalde     |
| Predecesor: Valentina Sánchez | Miss Supranational Venezuela 2022   | Sucesor: Selene Delgado    |
| Predecesor: Stephanie Pérez   | Miss La Guaira 2020                 | Sucesor: Rosángel Requena  |

| Venezuela en los Grand Slam 2022 | Venezuela en los Grand Slam 2022 | Venezuela en los Grand Slam 2022 | Venezuela en los Grand Slam 2022 | Venezuela en los Grand Slam 2022 | Venezuela en los Grand Slam 2022 | Venezuela en los Grand Slam 2022 |
| Miss Universo                    | Miss Mundo                       | Miss Internacional               | Miss Intercontinental            | Miss Tierra                      | Miss Supranacional               | Miss Grand Internacional         |
| -------------------------------- | -------------------------------- | -------------------------------- | -------------------------------- | -------------------------------- | -------------------------------- | -------------------------------- |
| Amanda Dudamel                   | Ariagny Daboín                   | Isbel Parra                      | Emmy Carrero                     | Oriana Pablos                    | Ismelys Velásquez                | Luiseth Materán                  |

- Datos: Q111424742